# GSP TV
GSP TVだったルーマニアのAntena TV Group傘下に置くルーマニアのテレビチャンネル。2008年7月26日開局。2014年4月3日に閉局。